# Jesús Blancornelas
José de Jesús Blancornelas (San Luis Potosí, 13 november 1936 - Tijuana, 23 november 2006) was een Mexicaans journalist.

## Leven
Blancornelas was afkomstig uit San Luis Potosí maar verhuisde in 1960 naar Tijuana. In 1977 richtte hij daar het weekblad ABC de Tijuana op, dat drie jaar later werd opgevolgd door Zeta. Blancorcelos werkte vooral als onderzoeksjournalist; hij deed onderzoek naar corruptie en de macht van drugskartels, waardoor hij regelmatig in de problemen kwam. Verschillende medewerkers van Zeta zijn vermoord, en Blancornelas was op 27 november 1997 het doelwit van een aanslag. Hij overleefde, maar was zwaargewond, en zijn lijfwacht overleefde de aanslag niet.
Blancornelas overleed in 2006 aan maagkanker.

## Onderscheidingen
In 1996 won Blancornelas de Internationale Persvrijheidsprijs van de Committee to Protect Journalists.
In 1999 ontving hij de Guillermo Cano Internationale Prijs voor Persvrijheid van de UNESCO.